# تداخل (جيولوجيا)
في الجيولوجيا، يحدث التداخل أو التعاقب عندما تقع أديمات (طبقات أو صخور) من ليثولوجيا معينة بين أديمات من ليثولوجيا مختلفة. على سبيل المثال، قد تكون الصخور الرسوبية متداخلة إذا كانت هناك اختلافات في مستوى سطح البحر في بيئتها الرسوبية.